# Bothriocera pachyneura
Bothriocera pachyneura är en insektsart som beskrevs av Ronald Gordon Fennah 1971. Bothriocera pachyneura ingår i släktet Bothriocera och familjen kilstritar. Inga underarter finns listade i Catalogue of Life.